# Csata Hermina
Csata Hermina (Gyergyószentmiklós, 1962. augusztus 19. –) romániai magyar festő, textilművész.

## Életpályája
A kolozsvári Ion Andreescu Képzőművészeti Főiskola festészeti szakán szerzett diplomát 1991-ben. Mesterei: Major Gizella, Datu Viktor, Barabás Éva, Kiss Levente, Molnár Dénes, Borgó György Csaba, Sima Paul, Ciato Victor, Horváth Bugnariu Ioan. 1991-től a kolozsvári művészeti középiskola festő-tanára.

## Kiállítások

### Egyéni
- 1990, 1997, 2015 • Kolozsvár
- 1997 • Beszterce
- 2008 • Dés – Frézia Galéria

### Válogatott csoportos kiállítások
- 1990-2016 között a kolozsvári iparművészek éves tárlatain szerepel
- 1993 • Csók Galéria, Budapest • Román Kulturális Központ, Budapest
- 1996 • Vármegye Galéria, Budapest • Erdélyi Művészek, Magyarok Világszövetsége, Budapest • Corpus, Vaszary Képtár, Kaposvár • Vasarely Múzeum
- 1997 • Őszi Tárlat, a Barabás Miklós Céh kiállítása, Kultúrpalota • Marosvásárhely • Fiatal kolozsvári művészek, Somogy megyei Művelődési Központ
- 1995-97 • Iparművészeti Tárlatok, "Cotroceni" Nemzeti Múzeum, Bukarest
- 1998 • Kovászna
- 2004 • Vármegye Galéria – Kolozsvár
- 2008 • Marosvásárhely
- 2009 • Sepsiszentgyörgy – Gyárfás Jenő Képtár
- 2011 • Kolozsvár – BMC székház – Minerva – Művészeti Múzeum
- 2012 • Kolozsvár – Apáczai Galéria
- 2013 • Kolozsvár – Apáczai Galéria
- 2014 • Kolozsvár – Minerva – Marosvásárhely
- 2015 • Kolozsvár – Minerva – BMC székház
- 2016 • Kolozsvár – Minerva – BMC székház
- 2017 • Kolozsvár – Művészeti Múzeum.

## Tagság
- Képzőművészek Országos Szövetsége
- Barabás Miklós Céh